# Ischnura ariel
Ischnura ariel är en trollsländeart som beskrevs av Maurits Anne Lieftinck 1949. Ischnura ariel ingår i släktet Ischnura och familjen dammflicksländor. Inga underarter finns listade i Catalogue of Life.